# How Could I Be Such A Fool?
How Could I Be Such A Fool? è il primo singolo di Frank Zappa assieme al suo gruppo musicale The Mothers of Invention, pubblicato nel 1966.

## Tracce
Lato A
1. How Could I Be Such A Fool? – 2:12

Lato B
1. Help I'm A Rock (3rd Movement: It Can't Happen Here) – 3:12